# Rocca aldobrandesca (Talamone)
La Rocca aldobrandesca di Talamone è un'imponente fortificazione costiera che domina l'omonima località del comune di Orbetello. Situata sul promontorio più meridionale dei Monti dell'Uccellina, domina l'intero tratto costiero fino al promontorio dell'Argentario.

## Storia
La fortificazione medievale sorse verso la metà del Duecento per volontà degli Aldobrandeschi, con funzioni di avvistamento e di difesa sul porto sottostante.

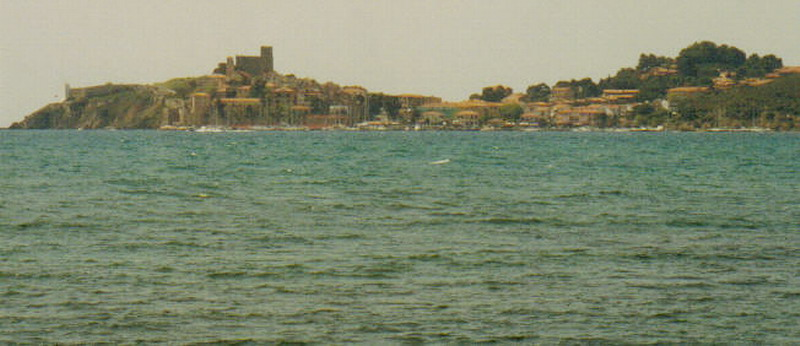
Panorama di Talamone con la Rocca aldobrandesca sulla sommità del promontorio

Nel corso del secolo successivo, la famiglia Aldobrandeschi concesse ai Senesi una serie di diritti sull'utilizzo del Porto di Talamone che, in cambio, provvidero ad eseguire una serie di lavori di ampliamento e di ulteriore fortificazione alla struttura preesistente; un'ulteriore serie di ristrutturazioni venne portata avanti nella seconda metà del Quattrocento.
Nella prima metà del Cinquecento, la rocca subì una serie di devastazioni piratesche. La fortificazione fu definitivamente recuperata nella seconda metà dello stesso secolo, quando la località entrò a far parte dello Stato dei Presidii; la ristrutturazione tardocinquecentesca ha conferito al monumento architettonico l'aspetto attuale.
In epoca moderna, la rocca fu il punto di raccolta per i volontari che si imbarcarono a Talamone per la Spedizione dei Mille, a seguito del temporaneo sbarco di Giuseppe Garibaldi.
Durante la Seconda guerra mondiale, la fortificazione ha subito alcuni danneggiamenti a cui seguirono opere di restauro che hanno riportato la rocca agli antichi splendori.

## Descrizione
La Rocca aldobrandesca di Talamone presenta una sezione rettangolare, con quattro torri che si innalzano agli angoli; tre di queste presentano un aspetto molto simile, mentre la torre nord risulta più alta e massiccia rispetto alle altre. Nell'insieme, le pareti della rocca risultano rivestite in pietra.
Attorno alla rocca una serie di cortine murarie, facenti parte del circuito delle Mura di Talamone, circondano l'area sui lati che si affacciano verso il mare.